# 小行星21466
小行星21466（21466 Franpelrine）是一颗绕太阳运转的小行星，为主小行星带小行星。该小行星于1998年4月21日发现。

## 轨道参数
小行星21466的轨道半长轴为2.3636976 UA，离心率为0.149。